# Tour Pies Descalzos
Tour Pies Descalzos fue la primera gira el que realizó la artista colombiana Shakira entre 1995 y 1997 para promocionar su álbum Pies descalzos. Con este tour Shakira recorrió varias ciudades latinoamericanas y Miami, Estados Unidos.
Se ofrecieron varios conciertos combinándolos con apariciones en televisión y ruedas de prensa. Shakira solo interpretó canciones del álbum Pies Descalzos y algunas canciones como «Magia» del álbum Magia pero solo en Colombia, «¿Dónde estás corazón?» fue presentada solo en algunos conciertos. La función del día 22 de noviembre de 1996 en Ciudad de México convocó a 10 mil personas.

## Lista de canciones
Evento del día 6 de octubre de 1995
- Vuelve
- Un Poco De Amor
- Quiero
- Pies Descalzos
- Antología
- Estoy Aquí
- Te Espero Sentada
- Se Quiere, Se Mata
- ¿Dónde Estás Corazón?

Evento del día 12 de julio de 1996
- Vuelve
- Quiero
- Un Poco De Amor
- Te Espero Sentada
- Pies Descalzos
- Pienso En Ti
- Antología
- Se Quiere, Se Mata
- Estoy Aquí
- Te Necesito
- ¿Dónde Estás Corazón?

Evento del día 20 de noviembre de 1996
- Vuelve
- Quiero
- Un Poco De Amor
- Te Espero Sentada
- Pies Descalzos
- Pienso En Ti
- Antología
- Se Quiere, Se Mata
- Estoy Aquí
- Te Necesito
- ¿Dónde Estás Corazón?

Evento del 17 de febrero de 1997
- Vuelve
- Te Espero Sentada
- Un Poco De Amor
- Pies Descalzos
- Pienso En Ti
- Antología
- Se Quiere, Se Mata
- Estoy Aquí
- ¿Dónde Estás Corazón?

Evento del día 9 de octubre de 1997
Evento del día 12 de julio de 1996
- Vuelve
- Quiero
- Un Poco De Amor
- Te Espero Sentada
- Pies Descalzos
- Pienso En Ti
- Antología
- Se Quiere, Se Mata
- Estoy Aquí
- Te Necesito
- ¿Dónde Estás Corazón?
- Magia

## Fechas
| Día                      | Ciudad                  | País                 | Recinto                               |
| ------------------------ | ----------------------- | -------------------- | ------------------------------------- |
| 6 de octubre de 1995     | Bogotá                  | Colombia             | Teatro La Castellana                  |
| 30 de noviembre de 1995  | Bucaramanga             | Colombia             | Coliseo Bicentenario                  |
| Norteamérica             |                         |                      |                                       |
| 3 de febrero de 1996     | Los Angeles             | Estados Unidos       | The Garages                           |
| Latinoamérica            |                         |                      |                                       |
| 28 de febrero de 1996    | Medellín                | Colombia             | Plaza de Toros La Macarena            |
| 1 de marzo de 1996       | Bogotá                  | Colombia             | Estadio El Campín                     |
| 2 de marzo de 1996       | Cali                    | Colombia             | Coliseo El Pueblo                     |
| 24 de marzo de 1996      | Ciudad Aragón           | México               | Estudios Televisa                     |
| 25 de marzo de 1996      | Caracas                 | Venezuela            | Teatro Municipal de Caracas           |
| 26 de marzo de 1996      | Acapulco de Juárez      | México               | Fórum Mundo Imperial                  |
| 27 de marzo de 1996      | Caracas                 | Venezuela            | Poliedro de Caracas                   |
| 28 de marzo de 1996      | Caracas                 | Venezuela            | Poliedro de Caracas                   |
| 29 de marzo de 1996      | Caracas                 | Venezuela            | Poliedro de Caracas                   |
| 30 de marzo de 1996      | Caracas                 | Venezuela            | Poliedro de Caracas                   |
| 31 de marzo de 1996      | Caracas                 | Venezuela            | Poliedro de Caracas                   |
| 9 de abril de 1996       | Pereira                 | Colombia             | Estadio Hernán Ramírez Villegas       |
| 10 de abril de 1996      | Pereira                 | Colombia             | Estadio Hernán Ramírez Villegas       |
| 11 de abril de 1996      | Manizales               | Colombia             | Estadio Palogrande                    |
| 12 de abril de 1996      | Armenia                 | Colombia             | Estadio San José de Armenia           |
| 13 de abril de 1996      | Ibagué                  | Colombia             | Estadio Manuel Murillo Toro           |
| 18 de abril de 1996      | Medellín                | Colombia             | Estadio Atanasio Girardot             |
| 19 de abril de 1996      | Cali                    | Colombia             | Estadio Pascual Guerrero              |
| Norteamérica             |                         |                      |                                       |
| 30 de abril de 1996      | Miami                   | Estados Unidos       | Gusman Center for the Performing Arts |
| 18 de mayo de 1996       | Acapulco                | México               | Salón Teotihuacán                     |
| Latinoamérica            |                         |                      |                                       |
| 11 de julio de 1996      | Quito                   | Ecuador              | Coliseo General Rumiñahui             |
| 12 de julio de 1996      | Guayaquil               | Ecuador              | Coliseo Voltaire Paladines Polo       |
| 13 de julio de 1996      | Cuenca                  | Ecuador              | Coliseo Mayor de Deportes             |
| 24 de julio de 1996      | Caracas                 | Venezuela            | Poliedro de Caracas                   |
| 25 de julio de 1996      | Porlamar                | Venezuela            | Explanada Santiago Mariño             |
| 26 de julio de 1996      | Porlamar                | Venezuela            | Explanada Santiago Mariño             |
| 27 de julio de 1996      | Caracas                 | Venezuela            | Súper Sábado Sensacional              |
| Centroamérica            |                         |                      |                                       |
| 28 de julio de 1996      | Guatemala               | Guatemala            | Estadio del Ejército                  |
| 29 de julio de 1996      | San Salvador            | El Salvador          | CIFCO                                 |
| Latinoamérica            |                         |                      |                                       |
| 1 de agosto de 1996      | Lima                    | Perú                 | Centro de Convenciones                |
| 2 de agosto de 1996      | Lima                    | Perú                 | Auditorio de la Feria del Hogar       |
| 14 de agosto de 1996     | Tegucigalpa             | Honduras             | Nacional de Ingenieros Coliseum       |
| 15 de agosto de 1996     | Barranquilla            | Colombia             | Estadio Romelio Martínez              |
| 16 de agosto de 1996     | Santa Marta             | Colombia             | Estadio Eduardo Santos                |
| 17 de agosto de 1996     | Cartagena               | Colombia             | Plaza de toros                        |
| 21 de noviembre de 1996  | Santo Domingo           | República Dominicana | Teatro La Fiesta                      |
| 22 de agosto de 1996     | Santo Domingo           | República Dominicana | Teatro La Fiesta                      |
| 23 de agosto de 1996     | San Juan                | Puerto Rico          | Coliseo Roberto Clemente              |
| 1 de septiembre de 1996  | Álvaro Obregón          | México               | Estudios Televisa                     |
| 4 de septiembre de 1996  | Álvaro Obregón          | México               | Estudios Televisa                     |
| 5 de septiembre de 1996  | San Juan de Aragón      | México               | Teatro Morelos                        |
| 26 de septiembre de 1996 | Tigre                   | Argentina            | Anfiteatro del Parque de la Costa     |
| 27 de septiembre de 1996 | Tigre                   | Argentina            | Anfiteatro del Parque de la Costa     |
| 28 de septiembre de 1996 | Tigre                   | Argentina            | Anfiteatro del Parque de la Costa     |
| Norteamérica             |                         |                      |                                       |
| 5 de octubre de 1996     | San Bernardino          | Estados Unidos       | Anfiteatro San Manuel                 |
| 6 de octubre de 1996     | Universal City          | Estados Unidos       | Anfiteatro Gibson                     |
| Latinoamérica            |                         |                      |                                       |
| 30 de octubre de 1996    | Lima                    | Perú                 | Estadio San Marcos                    |
| 1 de noviembre de 1996   | Cúcuta                  | Colombia             | Estadio General Santander             |
| 14 de noviembre de 1996  | Medellín                | Colombia             | Estadio Atanasio Girardot             |
| Norteamérica             |                         |                      |                                       |
| 17 de noviembre de 1996  | Nueva York              | Estados Unidos       | Beacon Theatre                        |
| 20 de noviembre de 1996  | Ciudad de México        | México               | Auditorio Nacional                    |
| 21 de noviembre de 1996  | Ciudad de México        | México               | La Boom Disco                         |
| 22 de noviembre de 1996  | Ciudad de México        | México               | Auditorio Nacional                    |
| 23 de noviembre de 1996  | Monterrey               | México               | Auditorio Banamex                     |
| 24 de noviembre de 1996  | Monterrey               | México               | Auditorio Fundidora                   |
| Centroamérica            |                         |                      |                                       |
| 27 de noviembre de 1996  | Heredia                 | Costa Rica           | Palacio de los Deportes               |
| 28 de noviembre de 1996  | Guatemala               | Guatemala            | Plaza de toros                        |
| 29 de noviembre de 1996  | San Salvador            | El Salvador          | Gimnasio Nacional José Adolfo Pineda  |
| Sudamérica               |                         |                      |                                       |
| 30 de noviembre de 1996  | Manaus                  | Brasil               | Teatro Amazonas                       |
| 1 de diciembre de 1996   | Belém                   | Brasil               | Theatro da Paz                        |
| 2 de diciembre de 1996   | Barretos                | Brasil               | Estádio Antônio Gomes Martins         |
| 3 de diciembre de 1996   | Goiânia                 | Brasil               | Estadio Antonio Accioly               |
| 4 de diciembre de 1996   | Brasilia                | Brasil               | Ginásio Nilson Nelson                 |
| 5 de diciembre de 1996   | Maringá                 | Brasil               | Estadio Regional Willie Davids        |
| 6 de diciembre de 1996   | Belo Horizonte          | Brasil               | Estadio Independencia                 |
| 7 de diciembre de 1996   | Salvador                | Brasil               | Bahia Othon Palace                    |
| 8 de diciembre de 1996   | Recife                  | Brasil               | Ginásio de Esportes Geraldo Magalhães |
| 9 de diciembre de 1996   | Belo Horizonte          | Brasil               | Gimnasio Mineirinho                   |
| 10 de diciembre de 1996  | Florianópolis           | Brasil               | Estadio Orlando Scarpelli             |
| 31 de diciembre de 1996  | Pereira                 | Colombia             | Estadio Hernán Ramírez Villegas       |
| Europa                   |                         |                      |                                       |
| 4 de febrero de 1997     | Madrid                  | España               | Pabellón Raimundo Saporta             |
| 6 de febrero de 1997     | Barcelona               | España               | Palau Sant Jordi                      |
| Sudamérica               |                         |                      |                                       |
| 14 de febrero de 1997    | Buenos Aires            | Argentina            | Estudios Telefe                       |
| 17 de febrero de 1997    | Viña del Mar            | Chile                | Anfiteatro de la Quinta Vergara       |
| 23 de febrero de 1997    | Ciudad de México        | México               | Siempre en Domingo                    |
| 27 de febrero de 1997    | Ciudad de México        | México               | Premios Eres 1997                     |
| 28 de febrero de 1997    | Bogotá                  | Colombia             | Estadio El Campín                     |
| 2 de marzo de 1997       | Santo André             | Brasil               | Athletic Club Aramaçan                |
| 3 de marzo de 1997       | São Paulo               | Brasil               | Olympia                               |
| 4 de marzo de 1997       | São Paulo               | Brasil               | Olympia                               |
| 5 de marzo de 1997       | Santos                  | Brasil               | Reggae Night Club                     |
| 7 de marzo de 1997       | São Paulo               | Brasil               | Moinho Eventos Ltda                   |
| 8 de marzo de 1997       | Campinas                | Brasil               | Ginásio Guarani Clube                 |
| 9 de marzo de 1997       | Porto Alegre            | Brasil               | Gigantinho                            |
| 10 de marzo de 1997      | Pelotas                 | Brasil               | Pelotas Rural Association             |
| 11 de marzo de 1997      | Santa Cruz de la Sierra | Bolivia              | Estadio Ramón Tahuichi Aguilera       |
| 12 de marzo de 1997      | Curitiba                | Brasil               | Teatro Guaíra                         |
| 15 de marzo de 1997      | Rio Grande del Sur      | Brasil               | Teatro de Lona                        |
| 22 de marzo de 1997      | Bagé                    | Brasil               | Ginásio Presidente Médici             |
| 23 de marzo de 1997      | Uruguaiana              | Brasil               | Ginásio Municipal                     |
| 28 de marzo de 1997      | Campos do Jordão        | Brasil               | Kart Indoor Jardim Sul                |
| 4 de abril de 1997       | Criciúma                | Brasil               | Estadio Engenherio Mario Balsini      |
| 5 de abril de 1997       | Curitiba                | Brasil               | The Forum                             |
| Norteamérica             |                         |                      |                                       |
| 11 de abril de 1997      | Hollywood               | Estados Unidos       | Pantages Theatre                      |
| 12 de abril de 1997      | Miami                   | Estados Unidos       | James L. Knight Center                |
| 13 de abril de 1997      | Miami                   | Estados Unidos       | James L. Knight Center                |
| 17 de abril de 1997      | Chicago                 | Estados Unidos       | Aragon Ballroom                       |
| 18 de abril de 1997      | Houston                 | Estados Unidos       | Houston Music Hall                    |
| Centroamérica            |                         |                      |                                       |
| 31 de julio de 1997      | Tegucigalpa             | Honduras             | Nacional de Ingenieros Coliseum       |
| 1 de agosto de 1997      | Managua                 | Nicaragua            | Estadio Cranshaw Managua              |
| 4 de agosto de 1997      | San Pedro Sula          | Honduras             | Estadio Francisco Morazán             |
| Sudamérica               |                         |                      |                                       |
| 28 de agosto de 1997     | Goiânia                 | Brasil               | Clube Jaó                             |
| 29 de agosto de 1997     | Uberlândia              | Brasil               | Parque de Exposições do Camaru        |
| 30 de agosto de 1997     | Brasilia                | Brasil               | Gimnasio Nilson Nelson                |
| 4 de septiembre de 1997  | Maringá                 | Brasil               | Cinema Café                           |
| 5 de septiembre de 1997  | Manaus                  | Brasil               | Estudio 5                             |
| 7 de septiembre de 1997  | Belém                   | Brasil               | Assembléia Paraense                   |
| 12 de septiembre de 1997 | Novo Hamburgo           | Brasil               | Teatro Paschoal Carlos Magno          |
| 13 de septiembre de 1997 | São Paulo               | Brasil               | Olympia                               |
| 17 de septiembre de 1997 | Río de Janeiro          | Brasil               | KM de Vantagens Hall                  |
| 19 de septiembre de 1997 | Río de Janeiro          | Brasil               | KM de Vantagens Hall                  |
| 20 de septiembre de 1997 | Taubaté                 | Brasil               | Associação de Taubaté                 |
| 21 de septiembre de 1997 | São Paulo               | Brasil               | Clube Esperia                         |
| 27 de septiembre de 1997 | Buenos Aires            | Argentina            | Parque de la Costa                    |
| 28 de septiembre de 1997 | Buenos Aires            | Argentina            | Parque de la Costa                    |
| 9 de octubre de 1997     | Bogotá                  | Colombia             | Estadio El Campín                     |

## Investigaciones

### Estampida en Barranquilla
El 16 de agosto de 1996, la noche en que Shakira tocó en su ciudad natal Barranquilla, el Estadio Romelio Martínez, sitio escogido para el concierto, hubo una estampida de fanáticos de la cantante queriendo entrar al recinto deportivo, estampida que terminó en tragedia. Según algunos rumores, esta tragedia estaba anunciada debido a que algunos comerciantes (incluido el dueño de un apartahotel) que trabajaban cerca al estadio preveían que ocurriría algo grave en el concierto de la cantante, pero las autoridades de la época poco o nada hicieron para prevenirla. El saldo de este siniestro era de 3 muertos, que fueron pisoteados por la gente que entraba al estadio, y una chica se suicidó en su casa debido a que no la habían dejado ir al concierto, y hubo varios heridos también, pero no se tuvieron datos de cuantos fueron. La causa de la tragedia fue el sobrecupo que tenía el estadio, debido a que el recinto había desbordado su capacidad máxima.